# Paragonia oedipodaria
Paragonia oedipodaria är en fjärilsart som beskrevs av Charles Oberthür 1883. Paragonia oedipodaria ingår i släktet Paragonia och familjen mätare. Inga underarter finns listade i Catalogue of Life.